# Pterocactus hickenii
Pterocactus hickenii, Britton & Rose (1919), es una especie fanerógama perteneciente a la familia cactaceae. 

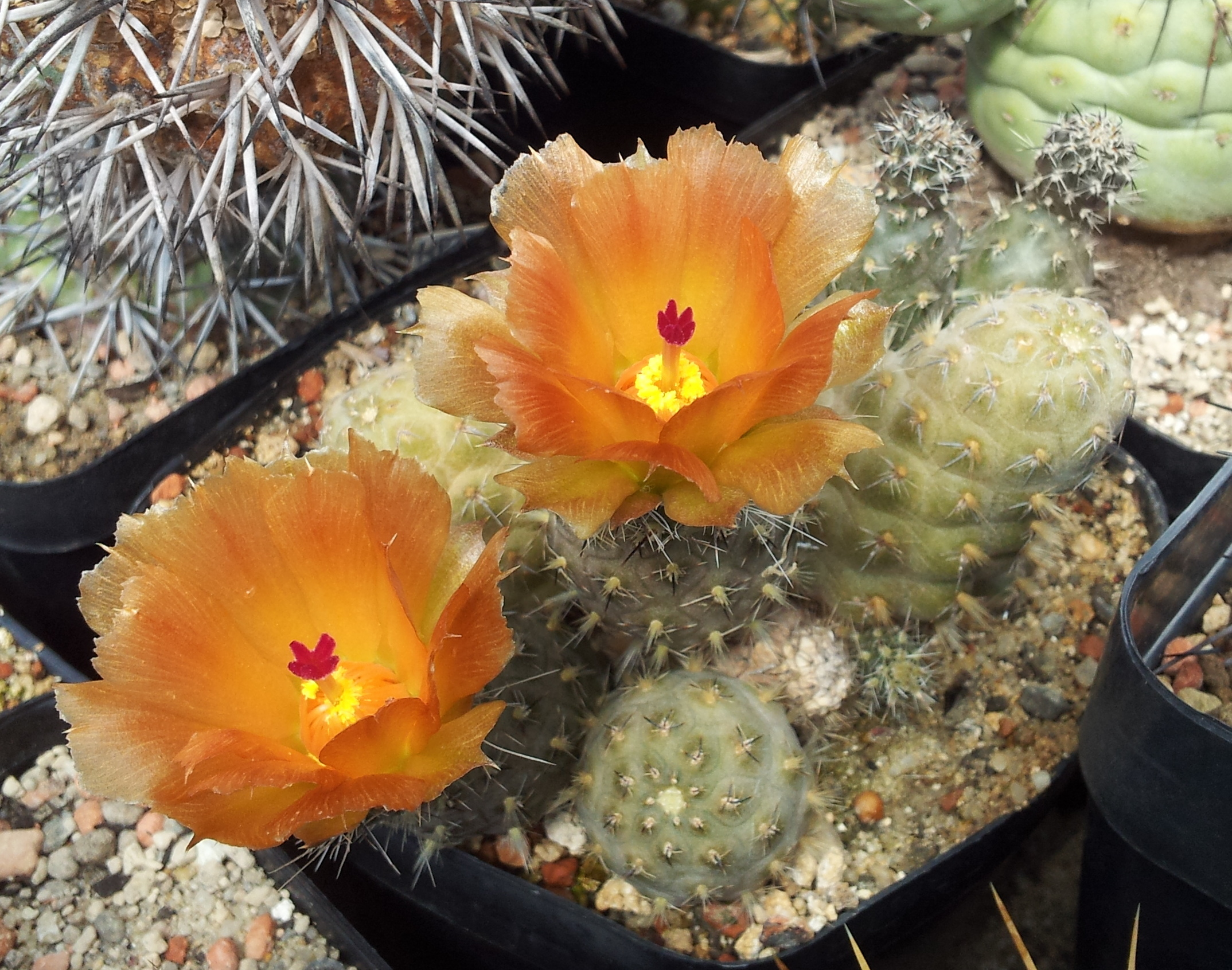
Flores

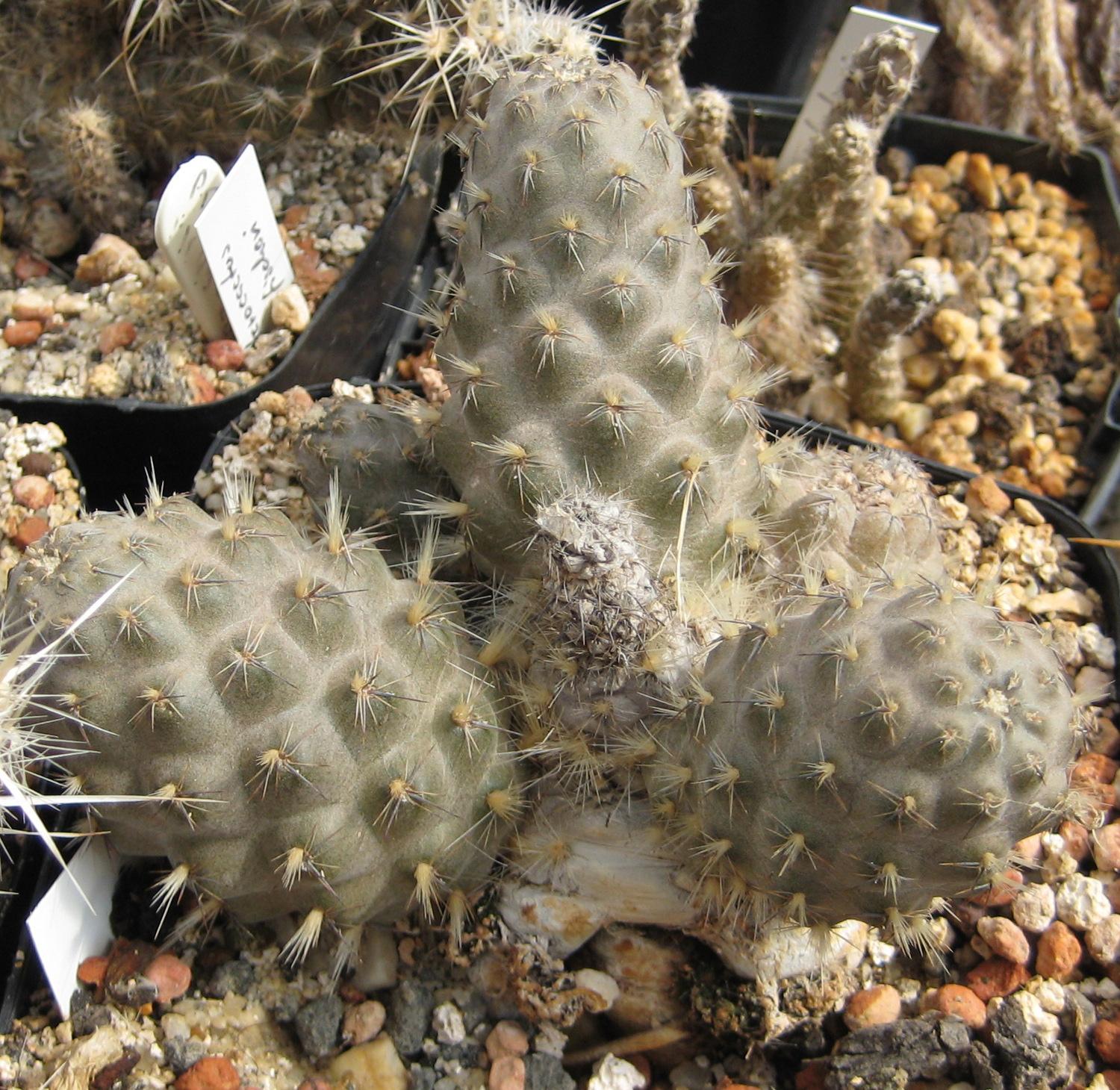
Vista de la planta

## Distribución
Es endémica de Argentina en Chubut y Santa Cruz y de la Región de Aysén en Chile.

## Características
Cactus de cuerpo globoso y cilíndrico con numerosos tubérculos de donde surgen las aréolas lanosas con espinas de color marrón y con la punta blanquecina. Las flores son de color amarillo.

## Taxonomía
Pterocactus hickenii fue descrita por Britton & Rose y publicado en The Cactaceae; descriptions and illustrations of plants of the cactus family 1: 31, f. 31–32. 1919.
Etimología
Pterocactus: nombre genérico que deriva de las palabras griegas: pteron, "alas", refiriéndose a las semillas aladas que tienen estas plantas.
hickenii: epíteto otorgado en honor del botánico Cristóbal María Hicken.
Sinonimia
- Opuntia skottsbergii
- Pterocactus skottsbergii